# Váka

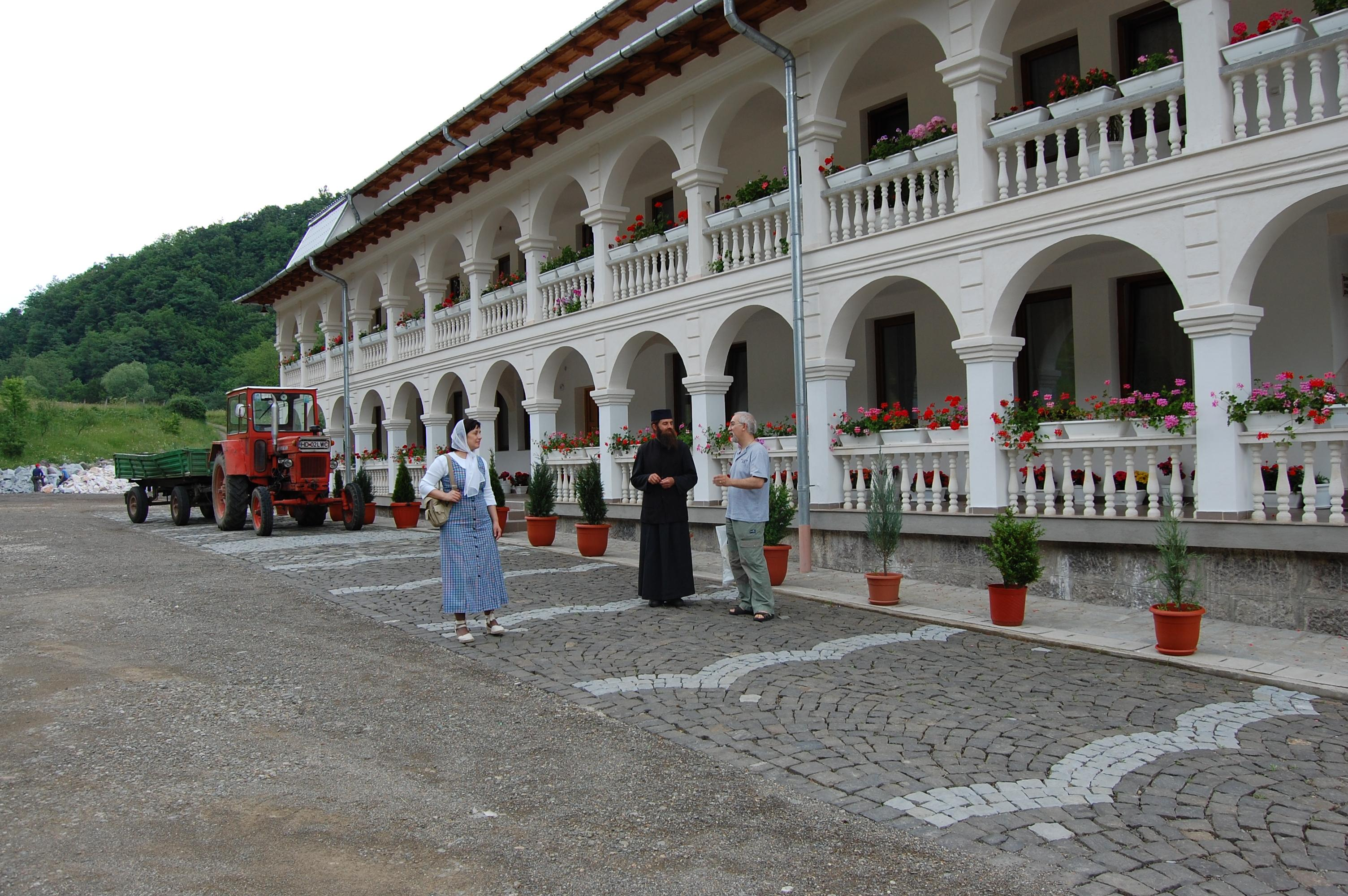

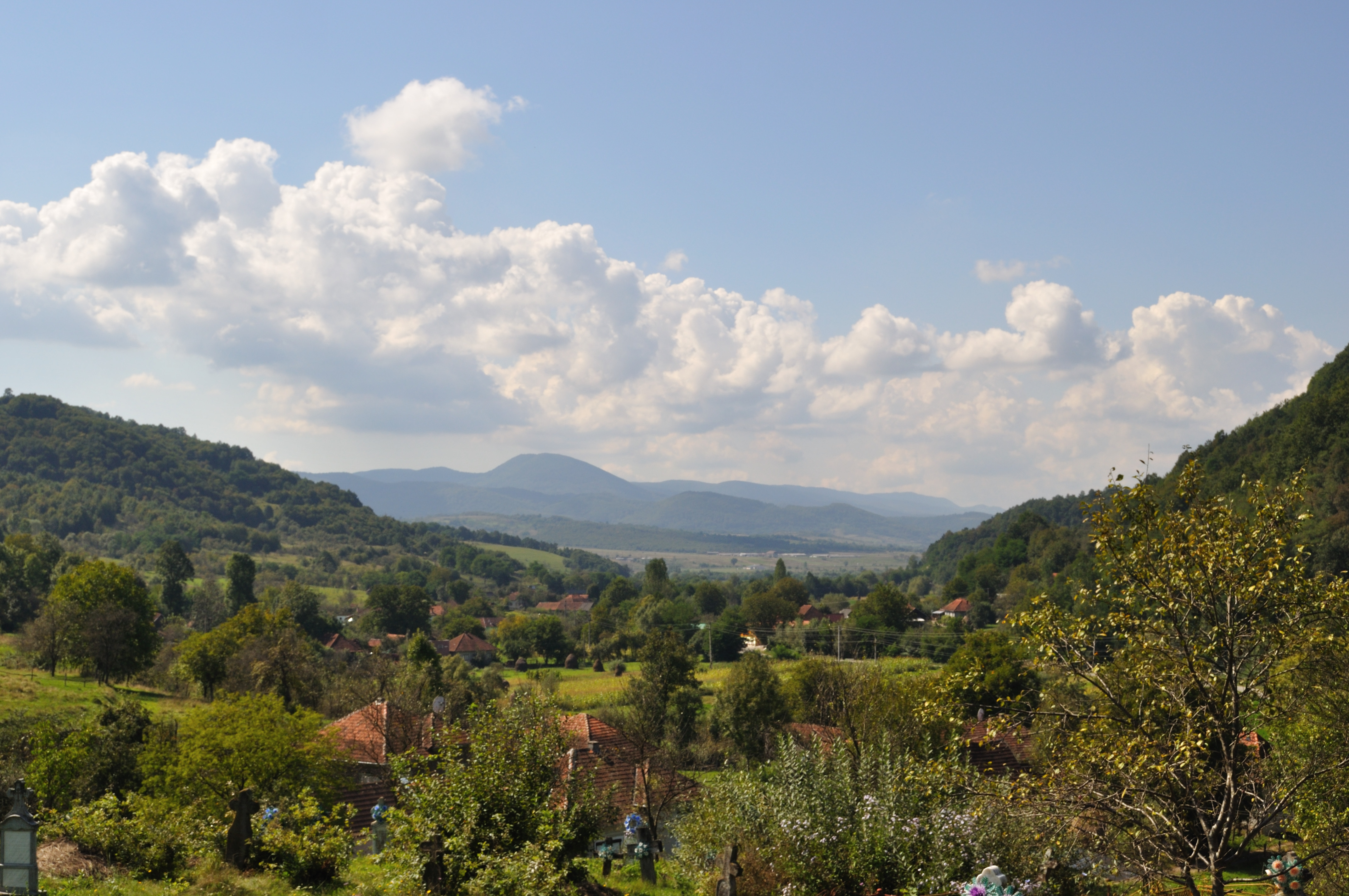
Látkép

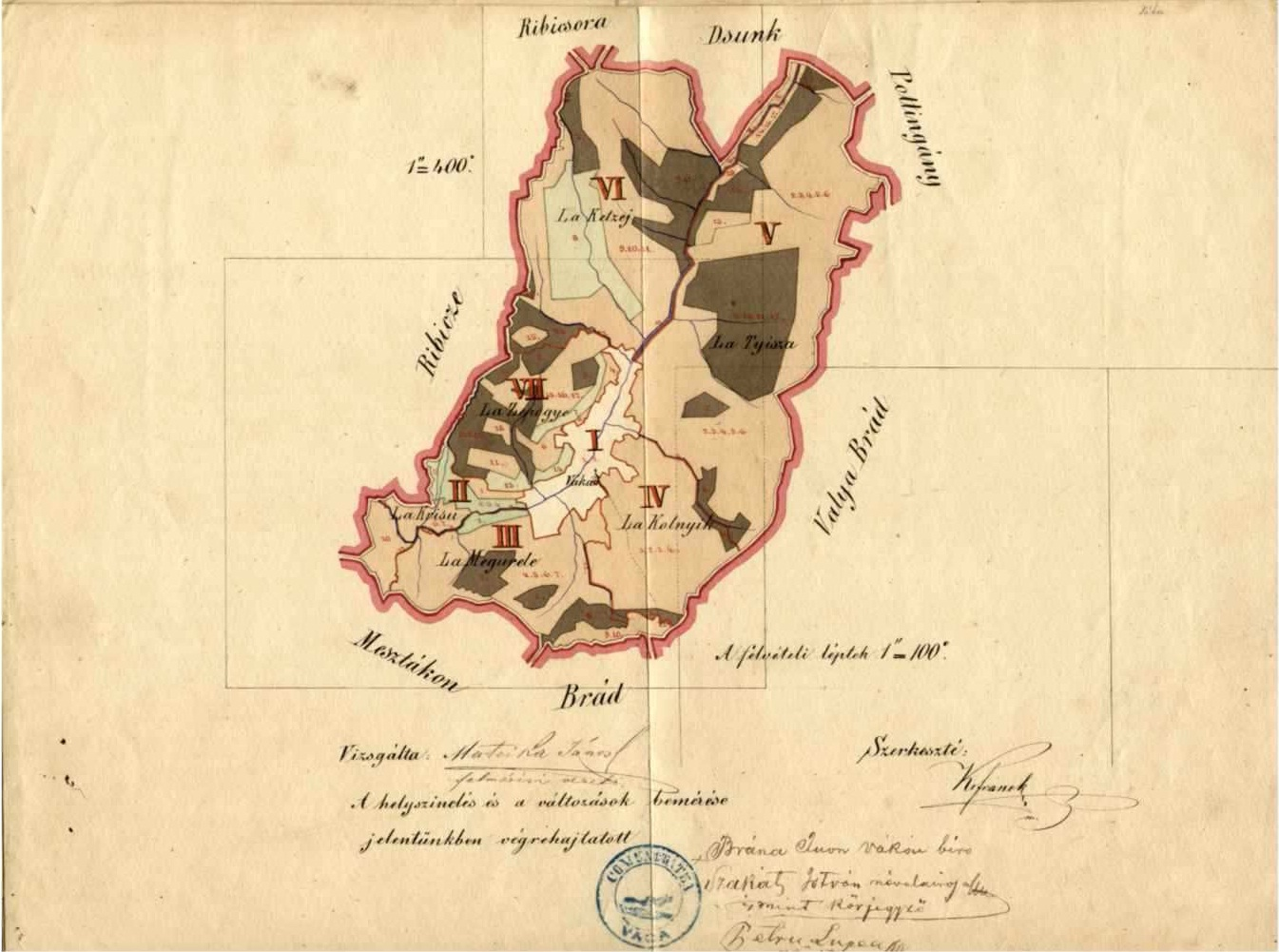
A falu határa 1854-ben

Váka (románul: Crișan, 1930-ig Vaca) falu Romániában, Erdélyben, Hunyad megyében.

## Fekvése
Az Erdélyi-érchegységben, Brádtól északkeletre, a Fehér-Körösbe folyó Valea Vacii patak völgyében fekszik. Külterületének legmagasabb pontja a Vârful Teiuș (623,5 m). Az utcafrontra hagyományosan az istállókat és csűröket építették, a lakóházat pedig a telek belső részére.

## Nevének eredete
Először Waka alakban, 1439-ben említették. Valószínűleg a 'tehén' jelentésű román vacă szóból származik, de – mivel a szó ebben a formában nem fordul elő más helynévben – a kutatók vagy személynévi közvetítésre, vagy a házi szarvasmarha nőstényétől eltérő jelentésre gyanakszanak. Románul 1930-ban a Pârâul Goldeștilor falurészben született parasztvezérről, Crişanról nevezték el.

## Története
Román telepítésű falu. 1613-ig a világosi váruradalomhoz, azon belül 1445–51-ben a Moga kenézi család halmágyi uradalmához tartozott. 1525-ben 25 családfő közül 23 volt jobbágy (kilenc jobbágytelken), egy zsellér és egy szabados (kovács). Adóként évi tizenegy forintot, két disznót és két bárányt fizetett.
A 17. században előbb a Kapy, majd 1680 után a Gyulay családé lett, akik mellett a 18. században más családok is szereztek benne részbirtokot. Az 1680-ban összeírt 21 nagycsalád neve közül több ma is él a faluban. Ekkor az évi hét forint adó mellett juh-, kecske-, méh- és disznódézsmával, évi egy hízott marhával, családfőnként karácsonykor egy tyúkkal, húsvétkor tíz tojással, pünkösdkor két csibével szolgált. Ezek megegyeztek a Gyulay család többi falva közül Mesztákon, Kurety, Balsa, Glod és Dédács kötelezettségeivel. A falu lakói 1697 után papjukkal együtt görögkatolikusok lettek, de négy évtized múlva, Sofronie de la Cioara mozgalmának hatására – a többi zarándi faluhoz hasonlóan – visszatértek az ortodox valláshoz.
1800-ban, a Napóleon elleni mozgósítások zűrzavarában a parasztok négy környékbeli kocsmát égettek fel. 1821-ben 95 jobbágycsaládja közül 42 szolgált Gyulay Ferencnek, a többiek nyolc másik mágnásnak és középnemesnek. Egy család évente 27–28 robotnapot teljesített. Az 1680-as adónemek mellett ekkor már jelentősebb mennyiségű pénzzel, azonkívül mézzel és vajjal szolgáltak, valamint évi 24 szekér fával Naláczy József mesztákoni kocsmája számára.
Határában, a Gura Vacii réten (más forrás szerint a Mănăstirii pataknál) végezték ki 1848. október 25-én a Brády család 19 tagját a környékbeli felkelő parasztok, Ion Ițan v. Iezan ribicei prefektus vezetésével. Miután előző nap a brádi nemesek a parasztok felszólítására beszolgáltatták fegyvereiket, az egyik verzió szerint egy a városban tartózkodó csoport hurcolta el és végezte el őket. A másik forrás szerint Ioan Manea vákai papnál húzták meg magukat, de az ideérkező bulzesdi, tomnateki és grohoti román parasztok felfedezték és ők hajtották végre a kivégzést. A polgárháború után exhumálták és Körösbányán helyezték végső nyugalomba őket. A helyi hagyomány halálukhoz köti a Mănăstirii patak felett álló kőkeresztet, bár annak felirata semmi kapcsolatra nem utal. 1848–49 telén a forradalmi csapatok felerészben felégették.
1876-ig Zaránd vármegyéhez tartozott, annak felszámolásával Hunyad vármegyéhez került. 1898-ban ismeretlenek széttépték a községházán lobogó magyar zászlót. 1900-ban 188 háza közül 169-et fedett szalma és 19-et zsindely. 1913-ban a helyiek kezdeményezésére, Fraga néven népbank létesült. 1942-ig önálló községet alkotott. Akkor Cerecel községhez, majd 1950-ben azzal együtt Ribicéhez csatolták. 1945 tavaszán harminc-negyven családja a Bánátban, legtöbbjük Németszentpéteren települt le. 1987-ben a faluszisztematizálási terv összevonásra ítélte, a legtöbb ház lerombolásával.

## Lakossága
1910-ben 838 ortodox vallású, román nemzetiségű lakosa volt. 2002-ben 517 román lakója közül 511-en voltak ortodox vallásúak.

## Gazdasága
Lakói főként szarvasmarhatartással foglalkoztak egészen a jobbágyfelszabadítás végrehajtásáig. Ekkor a község ugyan közös legelő nélkül maradt, ami visszavetette az állattenyésztést, viszont jelentősen kiterjesztették a szántóterületet. A gabonatermelés lehetőségéhez kapcsolódott a falu patakján 1884-ig megépült négy malom. Mára a szántó ismét visszazsugorodott, főként a Fehér-Körös menti, hordalékos területre.
Mindig szegény falunak számított. 1948-ban 21 családfőnek volt öt és tíz kataszteri hold közötti, 75-nek két és öt hold közötti méretű, 193-nak két holdnál kisebb birtoka, hatnak pedig egyáltalán nem volt földje. 1940-ben határából 446 hektárt használtak szántóként, 189-et legelőként, 342 pedig erdő volt. Jelentős volt szilvatermesztése: 1948-ban tízezer szilvafája termett, a termésből jó években hét-nyolc vagon cujkát főztek.

## Nevezetességek
- A vákai ortodox kolostor a falu és Mesztákon közt, a Mănăstirii pataknál épült, először a 16. és a 17. század fordulóján. 1991-ben ásták ki 9,5×5,5 méteres kőtemplomának és a hozzá kapcsolódó, egykor valószínűleg kétszintes szerzetesi épületnek az alapfalait. A régészek egy 17. századi cserépkályhát is találtak, egy magát Ioannak nevező mester 1676-ból származó, cirill betűs kézjegyével. Mivel román fazekas céh akkoriban csupán Hátszegen működött, a ritka leletet annak a műhelynek tulajdonítják. Egy ezzel szinte megegyező cserépkályha töredékeit találták meg az egykori csernai kolostor ásatásánál is.[1] 1697-ben, a vallási unió idején két szerzetes lakta, akik saját szükségletükre halastavat is fenntartottak. A 18. század első felében leégett. Akkori birtokosa, a román görögkatolikus egyház 1759 után újjáépíttette, de szerzetesek már nem költöztek falai közé. Mint lakásra alkalmas épületet utoljára 1772-ben említették. Helyén 1926-ban emlékkeresztet állítottak. A régészeti feltárás után betemették, de az egyház még ugyanazon évben, 1991 végén elhatározta a kolostor felélesztését. 1992–93-ban húsz szerzetesi cellát építettek, majd nekiláttak a templom felépítésének, amelyet végül 2006-ban szenteltek fel. Közben 2002-ben kibontották az egykori kőépületeknek a mai kolostor udvarán álló romjait is.
- A Crișan-házat 1979-ben avatták fel. A parasztvezér szülőháza 1848 telén leégett, az emlékházat egy korabeli, szalmával fedett parasztház mintájára építették. 2004-ben felújították.
- A falu faragott kőkeresztjei közül a Colnic nevű helyen álló 1854-ben, a temetőben álló 1869-ben készült.

## Híres szülöttei
- Itt született 1913. december 4-én Vlaicu Bârna költő, regényíró.